# Liste des abbés de Saint-Pons de Nice
L'abbaye Saint-Pons de Nice dont la tradition attribue la fondation à un parent de Charlemagne, avant que ce dernier devienne empereur, Syagrius (ou Siacrius), évêque de Nice (777-788). 
Après cet abbé fondateur, on ne connaît plus de noms d'abbés dont on soit certain. Gallia Christiana donne le nom de Jean, ou Johannes, au successeur du fondateur, évêque de Nice (788-791). Cette rupture dans la liste des abbés, courante sur tout le littoral méditerranéen est dû aux incursions des Sarrasins. La liste des abbés ne reprend qu'au XIe siècle.

## Liste des abbés réguliers
- Jean, 11 mai 1004
- Bertrand, vers 1028, il reçoit l'église de Saint-Martin-du-Var.
- Ébrard, il reçoit en avril 1078 l'église Sainte-Marie ou Saint-Jean d'Olivo.
- Bertrand, il est nommé, en 1159, comme arbitre par l'archevêque d'Embrun.
- Pierre, évêque de Nice (Pierre II 1183-1191) est nommé administrateur de l'abbaye par lettres pontificales, en 1184.
- Guillaume, il est nommé dans une charte en 1200. De nouveau en 1203.
- Bertrand, il vend une maison en 1205.
- Guillaume de Comptes, il est nommé dans un acte en mai 1206.
- Gilbert, il est témoin d'une donation en juillet 1212.
- Pons, assiste au testament de Raymond Chabaud, seigneur d'Aspremont, en juillet 1223.
- Hugues, témoin à Nice, en août 1232.
- Lantelme Laugier, il est cité en août 1235. Il concède une terre en novembre 1242.
- Barthélemy, en mars 1245 il concède une terre. Il est encore abbé en juin 1259.
- Guillaume de Berre, il signe une convention en mai 1261 En mai 1286, il fait un compromis pour des dîmes.
- Hugues de Cuebris,d'abord prieur de Saint-Hermentaire, près de Draguignan, il préside un chapitre général au monastère le 12 mai 1291.
- Pierre Peleti, il approuve une vente en septembre 1301. Il meurt le 28 octobre 1320.
- Manuel Ranulphi, prieur d'Aspremont, il est élu abbé en novembre 1320. Il est remplacé en 1346 par son frère.
- Guillaume Ranulphi, il est abbé de Saint-Pons en septembre 1346. Il meurt en juillet 1362.
- Jean de Tournefort (ou Jean de Thornafort), originaire de Lantosque, prieur de Sainte-Dévote de Monaco, abbé de Saint-Pons en juillet 1362. Il est remplacé en 1365 par Laurent de Berre. Il est nommé abbé de Lérins par le pape Urbain V. Il est évêque de Nice en 1392.
- Laurent de Berre, nommé en février 1365 abbé de Saint-Pons par le pape Urbain V. L'abbaye est placée sous la juridiction de l'abbaye Saint-Victor de Marseille.
- Alphante Rauli, mentionné en 1370. Il ratifie une vente en novembre 1377.
- Raymond d'Agoult, il apparaît comme abbé de Saint-Pons en mai 1379. Il s'enfuit de Nice après la mort de la reine Jeanne. Il prend le parti des angevins. Il a des démêlés avec l'évêque de Nice en 1399. En 1401, le délégué pontifical lui interdit d'accomplir tout acte pontifical.
- Jacques Provana de Carignan. Des historiens piémontais en font l'abbé de Saint-Pons en 1390. Mais aucun acte ne le mentionne.
- Paul Laugier, il reçoit en dépôt au monastère, en 1406, les reliques de sainte Réparate.
- Louis Badat, d'une ancienne famille niçoise. Élu abbé de Saint-Pons avant octobre 1422, puis nommé évêque de Nice par bulle du 10 mars 1428. Il est encore abbé de Saint-Pons le 22 avril.
- Robert de la Roquette (de Rupecula), il est nommé abbé de Saint-Pons par bulle du 22 mars 1428 par le pape Martin V. Il est encore abbé de Saint-Pons en février 1451.
- Guillaume Grimaldi de Beuil, il est élu abbé de Saint-Pons en juillet 1463.
- Sébastien d'Orly, mentionné en octobre 1468.
- Jean des Chesnes (de Quercubus), dernier abbé régulier de l'abbaye. Sa mort est survenue avant février 1473. Le pape met ensuite l'abbaye en commende le 13 février 1473.
- Jean-Louis de Savoie, évêque de Genève, frère du duc de Savoie Amédée IX le Bienheureux, administre l'abbaye après la mort de Jean des Chesnes.

## Liste des abbés commendataires
- Barthélemy Chuet, évêque de Nice (1462-1501), évêque commendataire perpétuel de l'abbaye de Saint-Pons.
- Jean de Loriol, nommé évêque de Nice et abbé de Saint-Pons le 25 mars 1501. Il meurt en 1506. L'abbaye de Saint-Pons est séparée de la mense de l'évêque de Nice.
- Pierre Filhol ou Le Filheul, nommé abbé de Saint-Pons en 1506, évêque de Sisteron, puis archevêque d'Aix-en-Provence.
- Claude de Seyssel d'Aix, fils naturel de Claude de Seyssel, maréchal de Savoie. Il est nommé par bulle du pape Jules II abbé de Saint-Pons le 19 novembre 1507. Il a été évêque de Marseille, puis archevêque de Turin.
- Innocent Cybo, créé cardinal à 22 ans par le pape Léon X. Il est nommé abbé de Saint-Pons en juin 1520 qu'il résigne en 1524.
- Paul de Médicis, cardinal de Caesis, cardinal diacre du titre de Saint-Eustache en 1517, abbé de Saint-Pons en septembre 1524. Il ne possède plus l'abbaye en août 1528.
- Honoré Ier Martelli, originaire de Lantosque. Il devient abbé commendataire de Saint-Pons avant août 1528. Il résigne la commende de l'abbaye en faveur de son neveu avant novembre 1546. Il meurt à Nice en 1550, pendant une épidémie de peste.
- Honoré II Martelli, nommé abbé de Saint-Pons avant novembre 1546. En juin 1548, l'évêque de Nice le condamne à réparer les bâtiments et à donner une nourriture suffisante et des habits aux moines. En novembre 1546, il cède l'église de Cimiez aux Franciscains et, en 1555, l'église Saint-Barthélemy aux Capucins. En 1561 et 1576, il échange l'église Sainte-Réparate, qui va devenir la cathédrale de Nice, contre l'église Saint-Jaume. Il meurt le 14 janvier 1590 à Turin.
- Louis Grimaldi de Beuil, le 23 janvier 1590, les moines de Saint-Pons l'élisent abbé. Le pape Sixte Quint délivre la bulle le nommant abbé de Saint-Pons le 26 avril 1590. Il résigne l'abbaye en faveur de son petit-neveu, Honoré Laugieri, en 1606. Il meurt à Nice le 5 février 1609.
- Honoré Laugieri. Il prend possession de l'abbaye le 3 avril 1606. En décembre 1648, il résigne l'abbaye en faveur de son neveu Honoré Laugieri. Il meurt à Nice, le 3 décembre 1648. La renonciation faite en faveur de son neveu n'a pas été exécutée qui a préféré se marier.
- Eugène-Maurice de Savoie, par lettres du pape Innocent X du 5 mars 1649. En janvier 1656, il renonce à l'abbaye. Il épouse en février 1657 une nièce du cardinal Mazarin, Olympe Mancini. Il meurt en 1673.
- Gaspard de Lascaris. Il est nommé abbé de Saint-Pons en 1658 alors qu'il est vice-légat à Bologne. Il est nommé vice-légat à Avignon. Le 28 septembre 1665, il est nommé évêque de Carpentras. Il meurt à Carpentras le 6 décembre 1684.
- Jean-Thomas Provana. Il est nommé abbé de Saint-Pons par le pape à la fin de l'année 1688, et en prend possession le 31 décembre. En 1689, il échange l'abbaye contre celle de Sainte-Marie des Alpes, au diocèse de Genève. Il meurt en 1736.
- Pierre Gioffredo. Il est abbé de Saint-Pons en juin 1689. Il meurt le 11 novembre 1692.
- vacance : l'abbaye va rester sans abbé entre 1692 et 1727.
- François-Dominique Bencini, nommé abbé de Saint-Pons en septembre 1727.
- Joseph-Jean-Luc Colombardo, nommé abbé de Saint-Pons le 25 octobre 1746.
- François-Antoine Rambaudi, nommé abbé de Saint-Pons en juin 1770.
- Joseph-Marie Roussillon de Bonneville, nommé abbé en mai 1779 par le roi Victor-Amédée III. Dernier abbé commendataire de Saint-Pons. En 1792, le roi demande au pape Pie VI la suppression de l'abbaye, ce que le souverain pontife accepte par un bref apostolique, le 3 avril.